# Kučeř
Kučeř település Csehországban, Píseki járásban. Kučeř Jickovice, Oslov, Milevsko, Květov és Zvíkovské Podhradí településekkel határos. Lakosainak száma 185 fő (2024. január 1.).

## Népesség
A település lakosságának változását az alábbi diagram mutatja:
| Lakosok száma | 598  | 577  | 514  | 302  | 251  | 168  | 187  | 184  | 185  | 185  |
|               | 1869 | 1890 | 1921 | 1950 | 1980 | 2001 | 2017 | 2019 | 2022 | 2024 |